# 擬隱蒴殘齒蘚
擬隱蒴殘齒蘚（学名：Forsstroemia cryphaeoides）为隱蒴蘚科殘齒蘚屬下的一个种。